# Almanach 1947
Almanach 1947 est un album spécial du journal Spirou paru le 7 décembre 1946 en prévision des fêtes de Noël. Il est publié par les éditions Dupuis pour tester ses auteurs belges qui doivent à terme remplacer les séries américaines. André Franquin y publie l'histoire Spirou et le Tank sa première qui y est dessinée. La série Lucky Luke paraît pour la première fois sous la plume de Morris. Eddy Paape reprend pour la première fois Jean Valhardi.